# Associazione Sportiva Roma 2007-2008
Questa voce raccoglie le informazioni riguardanti l'Associazione Sportiva Roma nelle competizioni ufficiali della stagione 2007-2008.

## Stagione
Congedatasi sul mercato da Montella e Chivu — col ritorno della punta in blucerchiato e il trasferimento del romeno all'Inter — il 19 agosto 2007 la squadra capitolina incrociò gli stessi lombardi con la Supercoppa nazionale in palio, assicurando il trofeo alla bacheca grazie al rigore segnato da De Rossi.
Ancora fedele al modulo 4-2-3-1, Spalletti innestò efficacemente forze fresche: Giuly supportava una mediana in cui andò affermandosi Aquilani, con Cicinho e Juan a trovare spazio nel pacchetto arretrato. Imperniando lo schieramento sullo «zoccolo duro» del recente biennio, l'allenatore toscano ricevette elogi da gran parte della stampa per la qualità di gioco espressa: benché limitato a mezzo servizio dagli infortuni, il capitano Totti affinò l'intesa con un Vučinić sovente decisivo.
La vittoriosa stracittadina del 31 ottobre 2007 manteneva i giallorossi in scia della Beneamata, cui il primato solitario era stato ceduto perdendo proprio lo scontro diretto: a caratterizzare invece il primo turno della Champions League un «complesso d'inferiorità» verso il Manchester United, fatto che determinò un duro abbinamento con il Real Madrid per l'ottavo di finale. Completavano un primo bilancio stagionale la piazza d'onore in campionato — con 7 punti di ritardo dalla vetta — e il debutto in Coppa Italia, manifestazione alla quale Totti e soci parteciparono da detentori del titolo.
A svolgere il compito di raccattapalle durante le partite all'Olimpico era il quattordicenne Gianluca Caprari, all'epoca tesserato nel settore giovanile: da un pallone che questi posizionò per il calcio d'angolo scaturì la decisiva rete contro il Palermo, situazione contestata dai siciliani per un presunto vantaggio illecito che i locali avrebbero tratto riprendendo il gioco a sorpresa.
Le uscite sfavorevoli di Siena e Torino, coi romani sconfitti in entrambi i casi, aggravarono a 11 lunghezze il gap dal primo posto: mitigava la delusione un importante successo a scapito degli iberici, col conseguente pareggio di San Siro che sembrò delineare in anticipo le sorti del torneo.
Se una qualificazione legittimata al Bernabeu restituiva però mordente allo spogliatoio, la positiva trasferta di Napoli sconvolse addirittura i destini del campionato: portandosi a tiro della capolista in attesa di cercare rivalsa sui mancuniani in Europa, gli uomini di Spalletti (che pure fallirono una ghiotta occasione il 19 marzo 2008 crollando nel derby) vedevano da −4 la Beneamata a fine marzo. Una resa pressoché incondizionata ebbe invece luogo coi britannici, impostisi nella capitale per i gol di Cristiano Ronaldo e Rooney con Tévez a sbrigare nel retour match quella che era ormai divenuta una formalità.
I capitolini sostennero il rush finale privi del loro uomo-simbolo, scampato alla squalifica dopo le ingiurie all'arbitro Rizzoli ma frenato dall'infortunio al crociato: a riscattare il summenzionato passo falso coi biancocelesti erano 8 risultati utili consecutivi, trend impreziosito dall'accesso alla finale di coppa nazionale sempre coi meneghini avversari. Una quota di 81 punti in classifica dopo 37 giornate spinse la tifoseria a credere nel tricolore sino alla fine, stante una sola lunghezza di margine dall'Inter: la volata-scudetto si decise infatti all'ultima domenica, con Panucci e compagni attesi al Massimino da un Catania in piena lotta per la salvezza.
Un gol di Vučinić sbloccava il punteggio già nei minuti iniziali, decretando un clamoroso sorpasso all'intervallo per il contestuale 0-0 nerazzurro a Parma: le speranze dei sostenitori venivano però frantumate nella ripresa, quando il subentrante Ibrahimović mandava al tappeto i ducali realizzando una doppietta e Martínez replicò al montenegrino per il decisivo 1-1. Confermato il secondo posto con un saldo di +7 rispetto all'annata precedente, la Roma festeggiò il bis in coppa archiviando col 2-1 la partita secca del 24 maggio 2008.

## Divise e sponsor

Lo speciale logo per gli 80 anni del club, usato sulla seconda divisa giallorossa

In questa stagione il nuovo main sponsor è Wind e il fornitore tecnico è Kappa. La prima divisa è costituita da maglia rossa con bordi manica e colletto gialli, pantaloncini bianchi e calzettoni neri. In trasferta i Lupi usano una costituita da maglia bianca con decorazioni rosse, pantaloncini bianchi, calzettoni bianchi. Come terza divisa viene usato un kit completamente nero con dettagli gialli. I portieri usano tre divise: una nera, una gialla, una giallo fluorescente, tutte con dettagli giallorossi. Tutte le divise presentano la coccarda della Coppa Italia cucita sul petto (nelle competizioni nazionali) o sulla manica sinistra (in UEFA Champions League).
| Casa | Trasferta | Terza divisa | Casa (UCL) | Trasferta (UCL) | 1ª portiere | 2ª portiere | 3ª portiere |

## Organigramma societario
Di seguito l'organigramma societario.
Area direttiva
- Presidente: Franco Sensi
- Amministratore delegato: Rosella Sensi
- Vice Presidenti: Ciro Di Martino, Giovanni Ferreri

Area organizzativa
- Coordinatore e ottimizzatore delle risorse umane dell'area sportiva: Gian Paolo Montali
- Responsabile organizzativo e logistica: Antonio Tempestilli
- Responsabile organizzazione e stadio: Maurizio Cenci
- Team manager: Salvatore Scaglia
- Dirigente addetto agli arbitri: Vittorio Benedetti

Area comunicazione
- Responsabile comunicazione: Elena Turra

Area tecnica
- Direttore sportivo: Daniele Pradè
- Direttore tecnico: Bruno Conti
- Allenatore: Luciano Spalletti
- Allenatore in seconda: Marco Domenichini
- Collaboratori tecnici: Aurelio Andreazzoli
- Preparatori atletici: Paolo Bertelli
- Allenatore dei portieri: Adriano Bonaiuti

Area sanitaria
- Responsabile sanitario: Vincenzo Affinito
- Massaggiatore: Giorgio Rossi

## Rosa
Di seguito la rosa.
| N. |                       | Ruolo | Calciatore                        |
| -- | --------------------- | ----- | --------------------------------- |
| 1  | Italia (bandiera)     | P     | Gianluca Curci                    |
| 2  | Italia (bandiera)     | D     | Christian Panucci (vice capitano) |
| 3  | Brasile (bandiera)    | D     | Cicinho                           |
| 4  | Brasile (bandiera)    | D     | Juan                              |
| 5  | Francia (bandiera)    | D     | Philippe Mexès                    |
| 7  | Cile (bandiera)       | C     | David Pizarro                     |
| 8  | Italia (bandiera)     | C     | Alberto Aquilani                  |
| 9  | Montenegro (bandiera) | A     | Mirko Vučinić                     |
| 10 | Italia (bandiera)     | A     | Francesco Totti (capitano)        |
| 11 | Brasile (bandiera)    | C     | Rodrigo Taddei                    |
| 13 | Italia (bandiera)     | D     | Marco Andreolli                   |
| 14 | Francia (bandiera)    | C     | Ludovic Giuly                     |
| 15 | Portogallo (bandiera) | D     | Vitorino Antunes                  |
| 16 | Italia (bandiera)     | C     | Daniele De Rossi                  |
| 18 | Italia (bandiera)     | A     | Mauro Esposito                    |

| N. |                    | Ruolo | Calciatore      |
| -- | ------------------ | ----- | --------------- |
| 20 | Italia (bandiera)  | C     | Simone Perrotta |
| 21 | Italia (bandiera)  | D     | Matteo Ferrari  |
| 22 | Italia (bandiera)  | D     | Max Tonetto     |
| 25 | Italia (bandiera)  | P     | Carlo Zotti     |
| 26 | Romania (bandiera) | C     | Adrian Piț      |
| 27 | Brasile (bandiera) | P     | Júlio Sérgio    |
| 28 | Italia (bandiera)  | C     | Aleandro Rosi   |
| 29 | Ghana (bandiera)   | C     | Ahmed Barusso   |
| 30 | Brasile (bandiera) | C     | Mancini         |
| 31 | Ghana (bandiera)   | D     | Samuel Kuffour  |
| 32 | Brasile (bandiera) | P     | Doni            |
| 33 | Italia (bandiera)  | C     | Matteo Brighi   |
| 36 | Italia (bandiera)  | D     | Riccardo Brosco |
| 77 | Italia (bandiera)  | D     | Marco Cassetti  |

## Calciomercato
Di seguito il calciomercato.

### Sessione estiva (dall'1/7 al 31/8)
| Acquisti | Acquisti          | Acquisti         | Acquisti                   |
| R.       | Nome              | dal              | Modalità                   |
| -------- | ----------------- | ---------------- | -------------------------- |
| D        | Vitorino Antunes  | Paços Ferreira   | prestito (0.3 milioni €)   |
| D        | Cicinho           | Real Madrid      | definitivo (9 milioni €)   |
| D        | Marco Andreolli   | Inter            | definitivo (5.5 milioni €) |
| D        | Juan              | Bayer Leverkusen | definitivo (6.3 milioni €) |
| C        | Daniel Unlan      | Bellinzona       | prestito                   |
| C        | Matteo Brighi     | Chievo           | fine prestito              |
| C        | Ludovic Giuly     | Barcellona       | definitivo (4.5 milioni €) |
| C        | Adrian Florin Pit | Bellinzona       | svincolato                 |
| C        | Ahmed Barusso     | Rimini           | prestito (3.5 milioni €)   |
| A        | Mauro Esposito    | Cagliari         | prestito (4 milioni €)     |

| Cessioni | Cessioni              | Cessioni         | Cessioni                   |
| R.       | Nome                  | a                | Modalità                   |
| -------- | --------------------- | ---------------- | -------------------------- |
| P        | Pietro Pipolo         | Potenza          | prestito                   |
| D        | Cristian Chivu        | Inter            | definitivo (15 milioni €)  |
| D        | Daniele Magliocchetti | Cagliari         | prestito                   |
| D        | Gilberto Martínez     | Brescia          | fine prestito              |
| D        | Gianluca Freddi       | Grosseto         | prestito                   |
| D        | Rodrigo Defendi       | Avellino         | definitivo (0 €)           |
| C        | Daniele Galloppa      | Siena            | prestito (3.95 milioni €)  |
| C        | Christian Wilhelmsson | Nantes           | fine prestito              |
| C        | Aleandro Rosi         | Chievo           | prestito (0.165 milioni €) |
| C        | Massimiliano Marsili  | Taranto          | prestito (20.000 €)        |
| C        | Edgar Álvarez         | Livorno          | prestito                   |
| C        | Ricardo Faty          | Bayer Leverkusen | prestito (0.6 milioni €)   |
| C        | Alessio Cerci         | Pisa             | prestito                   |
| A        | Valerio Virga         | Grosseto         | prestito                   |
| A        | Francesco Tavano      | Livorno          | fine prestito              |
| A        | Stefano Okaka         | Modena           | prestito                   |
| A        | Vincenzo Montella     | Sampdoria        | prestito                   |
| A        | Zarineh Keivan        | Cisco Roma       | prestito                   |
| A        | Shabani Nonda         | Galatasaray      | definitivo (1.3 milioni €) |

### Sessione invernale (dal 7/1 al 2/2)
| Acquisti | Acquisti | Acquisti | Acquisti |
| R.       | Nome     | a        | Modalità |
| -------- | -------- | -------- | -------- |
| -        | -        | -        | -        |

| Cessioni | Cessioni        | Cessioni    | Cessioni                 |
| R.       | Nome            | a           | Modalità                 |
| -------- | --------------- | ----------- | ------------------------ |
| D        | Samuel Kuffour  | Ajax        | prestito                 |
| D        | Marco Andreolli | Vicenza     | prestito                 |
| C        | Ahmed Barusso   | Galatasaray | prestito (0.4 milioni €) |
| C        | Ricardo Faty    | Nantes      | prestito                 |

## Risultati

### Supercoppa italiana
| Arbitro: | Rosetti (Torino) |

|  |           |                     |
|  | Marcatori | 78’ (rig.) De Rossi |

### Serie A

#### Girone di andata
| Arbitro: | Morganti (Ascoli Piceno) |

|  |           |                       |
|  | Marcatori | 4’ Mexès 27’ Aquilani |

| Arbitro: | Damato (Barletta) |

|                                  |           |  |
| Aquilani 17’ Giuly 82’ Totti 89’ | Marcatori |  |

| Arbitro: | Rocchi (Firenze) |

|  |           |                    |
|  | Marcatori | 51’ Juan 85’ Totti |

| Arbitro: | Morganti (Ascoli Piceno) |

|                |           |                            |
| Totti 30’, 36’ | Marcatori | 17’ Trezeguet 88’ Iaquinta |

| Arbitro: | Bergonzi (Genova) |

|                               |           |                       |
| Gamberini 24’ Mutu 80’ (rig.) | Marcatori | 19’ Mancini 37’ Giuly |

| Arbitro: | Rizzoli (Bologna) |

|              |           |                                                        |
| Perrotta 53’ | Marcatori | 29’ (rig.) Ibrahimović 57’ Crespo 60’ Cruz 68’ Córdoba |

| Arbitro: | Banti (Livorno) |

|  |           |                           |
|  | Marcatori | 2’, 82’ Totti 21’ Mancini |

| Arbitro: | Tagliavento (Terni) |

|                                                        |           |                                                |
| Totti 30’ (rig.) Perrotta 42’ De Rossi 52’ Pizarro 80’ | Marcatori | 2’ Lavezzi 46’ Hamšík 64’ Gargano 84’ Zalayeta |

| Arbitro: | Rosetti (Torino) |

|  |           |             |
|  | Marcatori | 72’ Vučinić |

| Arbitro: | Rocchi (Firenze) |

|                                      |           |                        |
| Vučinić 19’ Mancini 42’ Perrotta 56’ | Marcatori | 12’ Rocchi 69’ Ledesma |

| Arbitro: | Banti (Livorno) |

|                              |           |                      |
| Vannucchi 67’ Giovinco 90+1’ | Marcatori | 13’ Giuly 32’ Brighi |

| Arbitro: | Orsato (Schio) |

|                 |           |  |
| Taddei 28’, 36’ | Marcatori |  |

| Arbitro: | Rosetti (Torino) |

|  |           |             |
|  | Marcatori | 90’ Panucci |

| Arbitro: | Saccani (Mantova) |

|                     |           |                  |
| Juan 10’ Taddei 26’ | Marcatori | 11’ Quagliarella |

| Arbitro: | Rizzoli (Bologna) |

|            |           |             |
| Tristán 6’ | Marcatori | 5’ De Rossi |

| Torino 16 dicembre 2007, ore 15:00 CET 16ª giornata | Torino           | 0 – 0 referto | Roma | Stadio Olimpico (35.000 circa spett.)\| Arbitro: \| Rocchi (Firenze) \| |
| Arbitro:                                            | Rocchi (Firenze) |               |      |                                                                         |

| Arbitro: | Gervasoni (Mantova) |

|                       |           |  |
| Totti 18’ (rig.), 90’ | Marcatori |  |

| Arbitro: | Saccani (Mantova) |

|                    |           |                       |
| Ferreira Pinto 17’ | Marcatori | 38’ Totti 44’ Mancini |

| Arbitro: | Orsato (Schio) |

|                              |           |  |
| Giuly 8’ De Rossi 57’ (rig.) | Marcatori |  |

#### Girone di ritorno
| Arbitro: | Brighi (Cesena) |

|             |           |  |
| Mancini 59’ | Marcatori |  |

| Arbitro: | Dondarini (Finale Emilia) |

|                                             |           |  |
| Vergassola 11’ Tonetto 43’ (aut.) Frick 83’ | Marcatori |  |

| Arbitro: | Banti (Livorno) |

|                         |           |  |
| Panucci 21’ Mancini 76’ | Marcatori |  |

| Arbitro: | Saccani (Mantova) |

|               |           |  |
| Del Piero 45’ | Marcatori |  |

| Arbitro: | Morganti (Ascoli Piceno) |

|             |           |  |
| Cicinho 54’ | Marcatori |  |

| Arbitro: | Rosetti (Torino) |

|             |           |           |
| Zanetti 88’ | Marcatori | 38’ Totti |

| Arbitro: | Rocchi (Firenze) |

|                                                         |           |  |
| Aquilani 27’ Falcone 51’ (aut.) Totti 80’ Vučinić 90+4’ | Marcatori |  |

| Arbitro: | Saccani (Mantova) |

|  |           |                              |
|  | Marcatori | 2’ Perrotta 49’ (rig.) Totti |

| Arbitro: | Rizzoli (Bologna) |

|                       |           |          |
| Giuly 78’ Vučinić 81’ | Marcatori | 56’ Kaká |

| Arbitro: | Morganti (Ascoli Piceno) |

|                                            |           |                         |
| Pandev 43’ Rocchi 57’ (rig.) Behrami 90+2’ | Marcatori | 31’ Taddei 62’ Perrotta |

| Arbitro: | Gava (Conegliano) |

|                         |           |              |
| Tonetto 36’ Panucci 63’ | Marcatori | 50’ Giovinco |

| Arbitro: | Saccani (Mantova) |

|                   |           |           |
| Ferrari 3’ (aut.) | Marcatori | 45’ Totti |

| Arbitro: | Banti (Livorno) |

|                                            |           |                    |
| Taddei 14’ Vučinić 17’ De Rossi 80’ (rig.) | Marcatori | 58’ Rossi 59’ León |

| Arbitro: | Rizzoli (Bologna) |

|               |           |                                  |
| Di Natale 52’ | Marcatori | 64’ Vučinić 71’ Taddei 90’ Giuly |

| Arbitro: | Orsato (Schio) |

|             |           |              |
| Vučinić 54’ | Marcatori | 83’ Diamanti |

| Arbitro: | Celi (Campobasso) |

|                                          |           |             |
| Pizarro 18’ Vučinić 20’ Mancini 26’, 32’ | Marcatori | 50’ Ventola |

| Arbitro: | Saccani (Mantova) |

|  |           |                                     |
|  | Marcatori | 75’ Panucci 78’ Pizarro 85’ Cicinho |

| Arbitro: | Banti (Livorno) |

|                          |           |             |
| Panucci 23’ De Rossi 67’ | Marcatori | 88’ Bellini |

| Arbitro: | Saccani (Mantova) |

|              |           |            |
| Martínez 85’ | Marcatori | 8’ Vučinić |

### Coppa Italia

#### Fase finale
| Arbitro: | Girardi (San Donà di Piave) |

|                             |           |               |
| Recoba 12’, 50’ Comotto 88’ | Marcatori | 45+1’ Mancini |

| Arbitro: | Dondarini (Finale Emilia) |

|                                             |           |  |
| Mancini 60’ Totti 62’, 73’ (rig.) Giuly 90’ | Marcatori |  |

| Arbitro: | Morganti (Ascoli Piceno) |

|             |           |             |
| Ziegler 62’ | Marcatori | 69’ Vučinić |

| Arbitro: | Ayroldi (Molfetta) |

|             |           |  |
| Mancini 60’ | Marcatori |  |

| Arbitro: | Ayroldi (Molfetta) |

|           |           |  |
| Totti 46’ | Marcatori |  |

| Arbitro: | Morganti (Ascoli Piceno) |

|               |           |                     |
| Silvestri 29’ | Marcatori | 26’ (rig.) Aquilani |

| Arbitro: | Morganti (Ascoli Piceno) |

|                        |           |          |
| Mexès 36’ Perrotta 55’ | Marcatori | 61’ Pelé |

### UEFA Champions League

#### Fase a gironi
| Arbitro: | Hamer |

|                       |           |  |
| Perrotta 9’ Totti 70’ | Marcatori |  |

| Arbitro: | Mejuto González |

|            |           |  |
| Rooney 70’ | Marcatori |  |

| Arbitro: | Hauge |

|                      |           |             |
| Juan 15’ Vučinić 70’ | Marcatori | 18’ Liédson |

| Arbitro: | De Bleeckere |

|                  |           |                              |
| Liédson 22’, 64’ | Marcatori | 4’ Cassetti 90’ (aut.) Polga |

| Arbitro: | Stark |

|              |           |                                       |
| Bangoura 63’ | Marcatori | 4’ Panucci 32’ Giuly 36’, 78’ Vučinić |

| Arbitro: | Hansson |

|             |           |           |
| Mancini 71’ | Marcatori | 34’ Piqué |

#### Fase a eliminazione diretta
| Arbitro: | Fandel |

|                         |           |         |
| Pizarro 24’ Mancini 58’ | Marcatori | 8’ Raúl |

| Arbitro: | Vassaras |

|          |           |                          |
| Raúl 75’ | Marcatori | 73’ Taddei 90+2’ Vučinić |

| Arbitro: | De Bleeckere |

|  |           |                        |
|  | Marcatori | 39’ Ronaldo 66’ Rooney |

| Arbitro: | Øvrebø |

|           |           |  |
| Tévez 70’ | Marcatori |  |

## Statistiche

### Statistiche di squadra
Di seguito le statistiche di squadra aggiornate al 18 maggio 2008.
| Competizione     | Punti | In casa | In casa | In casa | In casa | In casa | In casa | In trasferta | In trasferta | In trasferta | In trasferta | In trasferta | In trasferta | Totale | Totale | Totale | Totale | Totale | Totale | DR  |
| Competizione     | Punti | G       | V       | N       | P       | Gf      | Gs      | G            | V            | N            | P            | Gf           | Gs           | G      | V      | N      | P      | Gf     | Gs     | DR  |
| ---------------- | ----- | ------- | ------- | ------- | ------- | ------- | ------- | ------------ | ------------ | ------------ | ------------ | ------------ | ------------ | ------ | ------ | ------ | ------ | ------ | ------ | --- |
| Serie A          | 82    | 19      | 15      | 3       | 1       | 43      | 20      | 19           | 9            | 7            | 3            | 29           | 17           | 38     | 24     | 10     | 4      | 72     | 37     | +35 |
| Coppa Italia     | -     | 4       | 4       | 0       | 0       | 8       | 1       | 3            | 0            | 2            | 1            | 3            | 5            | 7      | 4      | 2      | 1      | 11     | 6      | +5  |
| Champions League | -     | 5       | 3       | 1       | 1       | 7       | 5       | 5            | 2            | 1            | 2            | 8            | 6            | 10     | 5      | 2      | 3      | 15     | 11     | +4  |
| Totale           | -     | 28      | 23      | 3       | 2       | 58      | 26      | 27           | 11           | 10           | 6            | 40           | 28           | 55     | 34     | 13     | 8      | 98     | 54     | +44 |

### Andamento in campionato
| Giornata  | 1 | 2 | 3 | 4 | 5 | 6 | 7 | 8 | 9 | 10 | 11 | 12 | 13 | 14 | 15 | 16 | 17 | 18 | 19 | 20 | 21 | 22 | 23 | 24 | 25 | 26 | 27 | 28 | 29 | 30 | 31 | 32 | 33 | 34 | 35 | 36 | 37 | 38 |
| --------- | - | - | - | - | - | - | - | - | - | -- | -- | -- | -- | -- | -- | -- | -- | -- | -- | -- | -- | -- | -- | -- | -- | -- | -- | -- | -- | -- | -- | -- | -- | -- | -- | -- | -- | -- |
| Luogo     | T | C | T | C | T | C | T | C | T | C  | T  | C  | T  | C  | T  | T  | C  | T  | C  | C  | T  | C  | T  | C  | T  | C  | T  | C  | T  | C  | T  | C  | T  | C  | C  | T  | C  | T  |
| Risultato | V | V | V | N | N | P | V | N | V | V  | N  | V  | V  | V  | N  | N  | V  | V  | V  | V  | P  | V  | P  | V  | N  | V  | V  | V  | P  | V  | N  | V  | V  | N  | V  | V  | V  | N  |
| Posizione | 5 | 2 | 1 | 1 | 1 | 4 | 3 | 4 | 2 | 2  | 3  | 2  | 2  | 2  | 2  | 2  | 2  | 2  | 2  | 2  | 2  | 2  | 2  | 2  | 2  | 2  | 2  | 2  | 2  | 2  | 2  | 2  | 2  | 2  | 2  | 2  | 2  | 2  |

Legenda:

Luogo: C = Casa; T = Trasferta. Risultato: V = Vittoria; N = Pareggio; P = Sconfitta.

### Statistiche dei giocatori
Sono in corsivo i calciatori che hanno lasciato la società a stagione in corso. Tra parentesi le autoreti.
| Giocatore    | Serie A  | Serie A | Serie A     | Serie A    | Coppa Italia | Coppa Italia | Coppa Italia | Coppa Italia | Champions League | Champions League | Champions League | Champions League | Totale   | Totale | Totale      | Totale     |
| Giocatore    | Presenze | Reti    | Ammonizioni | Espulsioni | Presenze     | Reti         | Ammonizioni  | Espulsioni   | Presenze         | Reti             | Ammonizioni      | Espulsioni       | Presenze | Reti   | Ammonizioni | Espulsioni |
| ------------ | -------- | ------- | ----------- | ---------- | ------------ | ------------ | ------------ | ------------ | ---------------- | ---------------- | ---------------- | ---------------- | -------- | ------ | ----------- | ---------- |
| M. Andreolli | 0        | 0       | 0           | 0          | 0            | 0            | 0            | 0            | 0                | 0                | 0                | 0                | 0        | 0      | 0           | 0          |
| V. Antunes   | 0        | 0       | 0           | 0          | 3            | 0            | 0            | 0            | 1                | 0                | 0                | 0                | 4        | 0      | 0           | 0          |
| A. Aquilani  | 11       | 3       | 4           | 0          | 5            | 1            | 1            | 0            | 5                | 0                | 0                | 0                | 21       | 4      | 5           | 0          |
| A.A. Barusso | 3        | 0       | 0           | 0          | 0            | 0            | 0            | 0            | 2                | 0                | 0                | 0                | 5        | 0      | 0           | 0          |
| M. Brighi    | 6        | 1       | 2           | 0          | 6            | 0            | 0            | 0            | 2                | 0                | 0                | 0                | 14       | 1      | 2           | 0          |
| M. Cassetti  | 21       | 0       | 6           | 0          | 6            | 0            | 1            | 0            | 7                | 1                | 2                | 0                | 34       | 1      | 9           | 0          |
| Cicinho      | 18       | 3       | 2           | 1          | 7            | 0            | 0            | 0            | 6                | 0                | 0                | 0                | 31       | 3      | 2           | 1          |
| G. Curci     | 1        | 0       | 0           | 0          | 5            | -5           | 0            | 0            | 1                | -1               | 0                | 0                | 7        | -6     | 0           | 0          |
| D. De Rossi  | 34       | 3       | 12          | 0          | 5            | 1            | 0            | 0            | 5                | 0                | 2                | 0                | 44       | 4      | 14          | 0          |
| Doni         | 37       | -37     | 1           | 0          | 3            | -1           | 0            | 0            | 9                | -10              | 0                | 0                | 49       | -48    | 1           | 0          |
| M. Esposito  | 0        | 0       | 0           | 0          | 2            | 0            | 0            | 0            | 6                | 0                | 0                | 0                | 8        | 0      | 0           | 0          |
| M. Ferrari   | 16       | 0       | 4           | 0          | 2            | 1            | 1            | 0            | 5                | 0                | 0                | 0                | 23       | 1      | 5           | 0          |
| L. Giuly     | 17       | 6       | 1           | 1          | 6            | 1            | 0            | 0            | 9                | 1                | 0                | 0                | 32       | 8      | 1           | 1          |
| Juan         | 19       | 2       | 2           | 1          | 3            | 0            | 0            | 0            | 8                | 1                | 0                | 0                | 30       | 3      | 2           | 1          |
| A. Mancini   | 27       | 8       | 5           | 0          | 6            | 3            | 1            | 0            | 9                | 2                | 0                | 0                | 42       | 13     | 6           | 0          |
| P. Mexès     | 30       | 1       | 9           | 1          | 4            | 1            | 1            | 1            | 9                | 0                | 2                | 0                | 43       | 2      | 12          | 2          |
| C. Panucci   | 21       | 5       | 5           | 0          | 6            | 0            | 0            | 0            | 6                | 1                | 0                | 0                | 33       | 6      | 5           | 0          |
| S. Perrotta  | 25       | 5       | 2           | 1          | 6            | 1            | 2            | 0            | 6                | 1                | 3                | 0                | 37       | 7      | 7           | 1          |
| A. Pit       | 0        | 0       | 0           | 0          | 1            | 0            | 0            | 0            | 7                | 2                | 0                | 0                | 8        | 2      | 0           | 0          |
| D. Pizarro   | 28       | 2       | 5           | 0          | 4            | 0            | 0            | 0            | 10               | 1                | 1                | 0                | 42       | 3      | 6           | 0          |
| R. Taddei    | 25       | 6       | 6           | 0          | 4            | 1            | 0            | 0            | 6                | 0                | 1                | 0                | 35       | 7      | 7           | 0          |
| M. Tonetto   | 33       | 1       | 4           | 0          | 7            | 0            | 1            | 0            | 8                | 0                | 1                | 0                | 48       | 1      | 6           | 0          |
| F. Totti     | 25       | 11      | 2           | 0          | 3            | 3            | 0            | 0            | 6                | 1                | 0                | 0                | 34       | 15     | 2           | 0          |
| M. Vučinić   | 24       | 9       | 5           | 0          | 6            | 1            | 2            | 0            | 8                | 3                | 0                | 0                | 38       | 13     | 7           | 0          |

## Giovanili

### Organigramma societario
Area direttiva
- Allenatore: Alberto De Rossi
- Responsabile organizzativo: Bruno Conti

### Piazzamenti

#### Primavera
- Campionato primavera: Ottavi di finale[67]
- Torneo di Viareggio 2008: Fase a gironi[68]